# Janusz Zielonacki

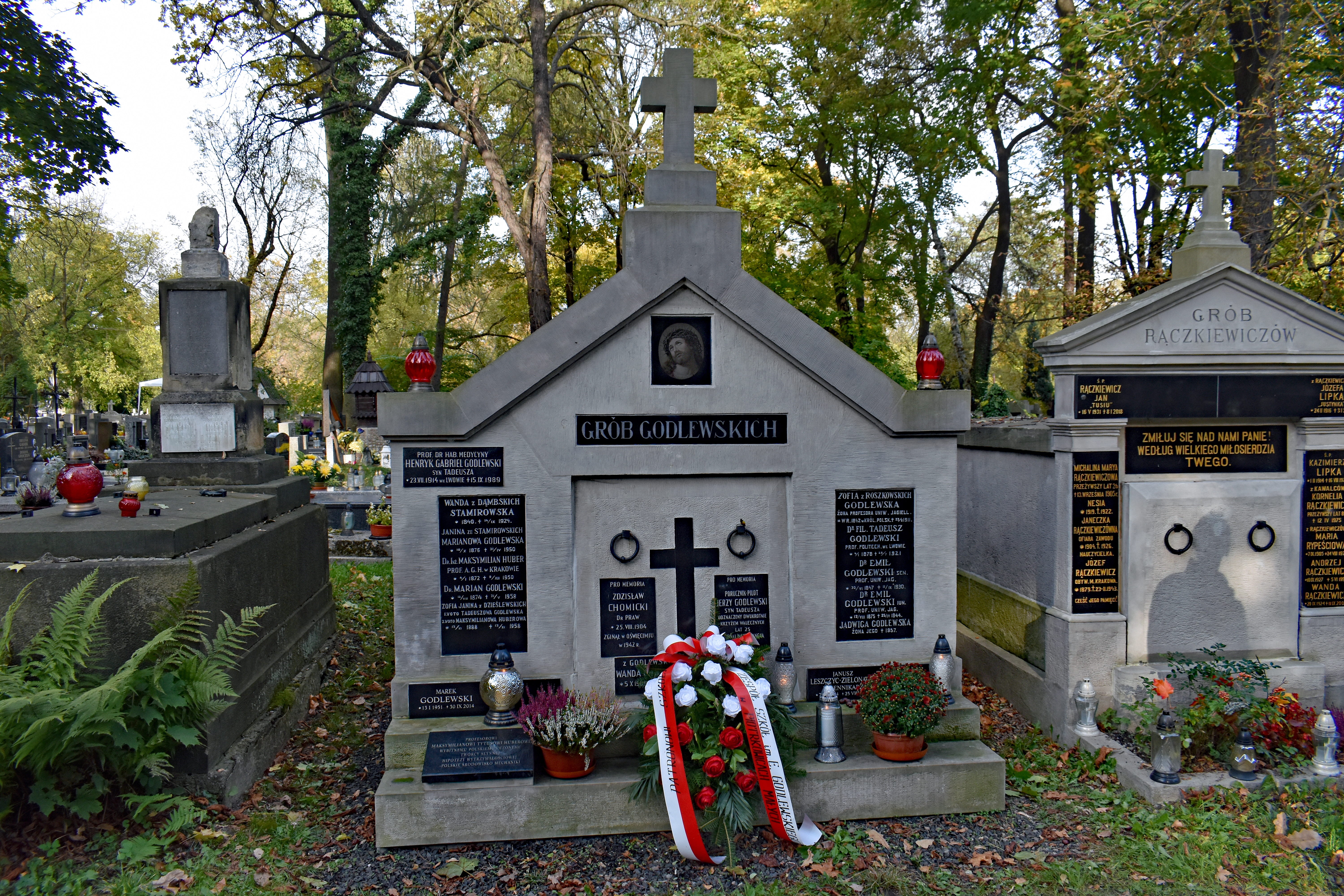
Grobowiec rodziny Godlewskich na cmentarzu Rakowickim. Miejsce spoczynku

Janusz Leszczyc-Zielonacki (ur. 7 kwietnia 1944 w Zakopanem, zm. 25 sierpnia 2019 w Krakowie) – polski dziennikarz prasowy i telewizyjny, reżyser filmów dokumentalnych, organizator imprez sportowych.

## Życiorys
Był autorem około 30 filmów dokumentalnych i 300 programów telewizyjnych. Zajmował się przede wszystkim tematyką społeczną i sportową, zwłaszcza narciarską. Okazjonalnie komentował zawody narciarskie. W latach 1972–1992 reżyserował filmy dokumentalne dla TVP. W 1988 prowadził program „Kolorowy zawrót głowy”, w którym promował powstanie w Bieszczadach stacji sportowo-klimatycznej z siecią wyciągów narciarskich. Zagrał epizodyczną rolę w filmie Szansa w reżyserii Feliksa Falka (1979) oraz w 9 odcinku serialu Życie na gorąco. Zmarł w wieku 75 lat.